# أكسالات المغنيسيوم
أكسالات المغنيسيوم هو مركب غير عضوي يتألف من أيون المغنسيوم ذو شحنة 2+ مربوط بأنيون أكسالات. صيغته الكيميائية MgC2O4. أكسالات المغنيسيوم هي مادة صلبة بيضاء تأتي في شكلين: شكل لا مائي وشكل ثنائي الهيدرات حيث يتم تركيب جزيئين من الماء مع التركيب. كلا النموذجين غير قابلين للذوبان في الماء عمليًا وغير قابلين للذوبان في المحاليل العضوية.

## الوفرة في الطبيعة
يمكن العثور على بعض الأكسالات في الطبيعة، وأكثرها شهرةً هما ويويليت "whewellite" وويديليت "weddellite" واللذان هما أكسالات كالسيوم. تم العثور على أكسالات المغنيسيوم بشكل طبيعي لأول مرة في شمال شرق اسكتلندا. تم العثور على أكسالات المغنيسيوم في الأشنة وعلى سطح صخور السربنتينيت. تم العثور عليها في طبقة بيضاء دسمة التي تم خلطها مع فطريات الأشنة. أظهر مسح صورة مجهرية إلكترونية للعينات التي تم أخذها أن البلورات لها بنية هرمية لها وجهان منحنيان ومخططان. تتراوح حجم هذه البلورات من 2 إلى 5 ميكرون. 

## التحضير والمعادلات
يمكن تكوين أكسالات المغنيسيوم عن طريق الجمع بين ملح مغنيسيوم أو أيون مع الأكسالات.
Mg 2+ + C 2 O 4 2− → MgC 2 O 4
ومن الأمثلة المحددة التحضير خلط Mg(NO3)2 وKOH ثم إضافة هذا المحلول إلى COOCH3)2).  عند تسخين أكسالات المغنيسيوم سوف تتحلل. سيتحلل ثنائي الهيدرات أولاً عند 150 C° للشكل اللامائي.
MgC 2 O 4 • 2H 2 O → MgC 2 O 4 + 2H 2 O
مع تسخين إضافي، سيتحلل الشكل اللامائي أيضا إلى أكسيد المغنسيوم وأكاسيد الكربون بين 420 °C و620 °C. أول أكسيد الكربون وكربونات المغنيسيوم شكل. ثم يتأكسد أول أكسيد الكربون إلى ثاني أكسيد الكربون وتتحلل كربونات المغنسيوم إلى أكسيد المغنسيوم وثاني أكسيد الكربون.
كما تم استخدام ثنائي هيدرات أكسالات المغنيسيوم في تصنيع أكسيد المغنيسيوم نانوي الحجم. أكسيد المغنيسيوم مهم لأنه يستخدم كعامل محفز (مسرع)، مقاوم للحرارة، ماص (يمتص)، موصل فائق ومن المواد الفيروكهربائية. تعد جزيئات أكسيد المغنيسيوم ذات الحجم النانوي مثالية لبعض هذه الاستخدامات نظرًا لوجود نسبة مساحة أكبر إلى حجم مقارنة بالجسيمات الكبيرة. تنتج التوليفات الأكثر شيوعًا لأكسيد المغنسيوم جزيئات كبيرة إلى حد ما، ومع ذلك، فإن توليف السول-جل باستخدام أكسالات المغنيسيوم ينتج جزيئات نانوية من أكسيد المغنيسيوم مستقرة بدرجة كبيرة. يتضمن توليف سول-جل الجمع بين ملح المغنيسيوم -أو في هذه الحالة أكسالات المغنيسيوم- مع عامل جيلاتي. هذه العملية تنتج بفعالية جزيئات نانوية الحجم من أكسيد المغنيسيوم. 

## الصحة والسلامة
أكسالات المغنيسيوم مهيجة للجلد والعين. إذا تم استنشاقه، فإنه سيهيج الرئتين والأغشية المخاطية. لا يحتوي أكسالات المغنيسيوم على آثار مزمنة معروفة أو أي آثار مسرطنة. في حالة ملامسة أكسالات المغنيسيوم مع الجلد أو العينين، اغسلها بالماء لمدة 15 دقيقة على الأقل واتصل بالطبيب في حالة حدوث تهيج. في حالة الاستنشاق، اذهب إلى الهواء الطلق واستدع الطبيب. إذا ابتلعت، اتصل بالطبيب على الفور. إذا حدث انسكاب، اغسل بالماء وتأكد من عدم إطلاق أي غبار في الهواء وتخلص من ماء الغسل. عند العمل مع أكسالات المغنيسيوم، يجب ارتداء نظارات السلامة، والأحذية، ومئزر المختبر. إذا كان هناك غبار في الهواء، فيجب ارتداء جهاز تنفس. أكسالات المغنيسيوم غير قابلة للاشتعال ومستقرة، ولكن في حالة الاحتراق سوف ينبعث منها أبخرة سامة. وفقًا لإدارة السلامة والصحة المهنية "OSHA"، يعتبر أكسالات المغنيسيوم خطرًا.  